# Hugo Leipziger-Pearce
Hugo Leipziger-Pearce (* 8. Dezember 1902 in Breslau; † 13. Juli 1998) war ein deutscher Architekt und US-amerikanischer Hochschullehrer.

## Leben
Leipziger studierte nach dem Besuch des Realgymnasiums an der Königlichen Kunst- und Gewerbeakademie Breslau unter August Endell, Otto Mueller und Adolf Rading und später Kunstgeschichte und Wirtschaft an der Universität Hamburg, schloss diese Studien allerdings nicht ab. Ab 1927 war er Mitglied im Bund Deutscher Architekten. Er arbeitete von 1928 bis 1933 in Breslau als leitender Architekt eines staatlichen Wohnbauprojektes, kurzzeitig auch in Paris und ab 1934 für das australische Architekturunternehmen Stephenson & Meldrum (heute Stephenson & Turner) in Melbourne. Der Preisgewinn für den Entwurf einer Frauenklinik ermöglichte ihm die Teilnahme am australischen Pavillon bei der New York World’s Fair, der Weltausstellung 1939 in New York. Ab 1939 lehrte er bis zu seiner Pensionierung im Jahr 1974 an der Fakultät für Architektur der University of Texas at Austin und war dort zuständig für das von ihm initiierte Stadt- und Regionalplanungsprogramm. In Deutschland war er von 1950 bis 1951 als Sonderberater des Hohen Kommissars der US-amerikanischen Besatzungszone eingesetzt und Mitte der 1960er Jahre erneut als Behördenberater für Stadt- und Regionalplanungsprojekte in der Bundesrepublik Deutschland. Einige seiner in Deutschland entstandenen Entwürfe sind heute im Bestand des Deutschen Architekturmuseums in Frankfurt am Main.

## Schriften
- City-planning housing : the first line of advance, Austin : Univ. of Texas, [ca. 1941].
- The city, the housing and the community plan: some basic and historical considerations, Austin: The University of Texas 1942 (Municipal studies / University of Texas; 19) (The University of Texas publication; 4238) (Engineering research series / Bureau of Engineering Research; 34).
- The architectonic city in the Americas : significant forms, origins, and prospects, Austin : Univ. of Texas Pr., 1944 (The University of Texas Publication ; 4407).
- Architecture in the Americas, its significant forms and values. In: Inter American intellectual interchange: proceedings, Freeport, N.Y: Books for Libraries Press 1972, ISBN 0-8369-2598-X, S. 137–150
- Environmental quality and lifestyles - a dilemma : ASCE spring convention and exhibit, Pittsburgh, Pennsylvania, April 24–28, 1978, Pittsburgh, Pennsylvania : American Society of Civil Engineers, 1978.